# Stazione di Cantù
La stazione di Cantù è una stazione ferroviaria posta sulla linea Como-Lecco, a servizio del comune di Cantù.

## Storia
La stazione fu inaugurata nel 1888, come la totalità della linea.

## Strutture e impianti
La stazione possiede un fabbricato viaggiatori a due piani, adibito ad abitazione privata al primo piano, risalente all'epoca dell'apertura della linea, e conta due binari. Fino al 2008 era presente un terzo binario. Ospita diverse associazioni di Cantù che hanno ristrutturato questa stazione aggiungendo cestini per la raccolta di carta, plastica e alluminio, e inoltre panchine per i viaggiatori in attesa e hanno riaperto la sala d'attesa che, nel 2008, era stata chiusa.

## Movimento
La stazione è servita da treni regionali svolti da Trenord nell'ambito del contratto di servizio stipulato con la Regione Lombardia, che coprono sulla tratta Como-Molteno.

## Servizi
La stazione offre i seguenti servizi:
- Sala d'attesa

## Interscambi
Presso la stazione è possibile l'interscambio con il servizio autobus a chiamata gestito da ASF.
Fra il 1909 e il 1951 in prossimità della stazione era presente una fermata di interscambio con la tranvia Como-Cantù-Asnago, che consentiva altresì il collegamento con l'altra stazione cittadina, posta lungo la ferrovia Milano-Chiasso.